# Lancang Barat
Lancang Barat is een bestuurslaag in het regentschap Aceh Utara van de provincie Atjeh, Indonesië. Lancang Barat telt 4298 inwoners (volkstelling 2010).